# Південний Парк (сезон 2)
Південний парк — другий сезон мультсеріалу мав 18 епізодів і виходив на американському кабельному каналі Comedy Central з 1 квітня 1998 по 20 січня 1999.

## Список серій
| Номер | Час появи в США | Назва                                                                                              |
| --- | --------------- | -------------------------------------------------------------------------------------------------- |
| 1-201 | 1 квітня 1998   | Не без мого анусу (Not Without My Anus)                                                            |
| Ця серія — телефільм Теренса і Філіпа, в якому вони рятують Канаду від завоювання Саддамом Хусейном і борються зі своїм ворогом Скоттом.                                            |                 | |
| 2-202 | 22 квітня 1998  | Мамця Картмана досі брудна шльондра (Cartman's Mom Is Still a Dirty Slut)                          |
| Знімальну групу, яка приїхала на місце замаху на Мефесто, ізолювало від зовнішнього світу. Картман нарешті дізнається, хто його батько.                                             |                 | |
| 3-203 | 20 травня 1998  | Читання відстій (Chikenlover)                                                                      |
| Для того, щоб зловити зоофіла, який спарювався з курми жителів Південного парку, офіцер Барбреді повинен навчитися читати. Він призначає хлопців допомагати йому в цій справі.      |                 | |
| 4-204 | 27 травня 1998  | Пісюнчик Айка (Ike's Wee Wee)                                                                      |
| Друзі з'ясовують, що таке обрізання. Кайл дізнається, що його брат Айк — прийомний. Містер Меки йде зі школи і експериментує з наркотиками.                                         |                 | |
| 5-205 | 3 червня 1998   | Жінка сіамський близнюк (Conjoined Fetus Lady)                                                     |
| Друзі відправляються в Китай на фінал чемпіонату світу з доджболу. У місті оголошено тиждень імені медсестри, яка страждає міслексією зрощених близнюків.                           |                 | |
| 6-206 | 10 червня 1998  | Мексиканська баньката жаба з Південної Шрі-Ланки (The Mexican Staring Frog of Southern Sri Lanka ) |
| Дядько Джимбо і Ісус ведуть конкуруючі телепередачі. Хлопці вирішують підставити Джимбо, проте роблять його шоу тільки популярнішим.                                                |                 | |
| 7-207 | 17 червня 1998  | Місто на краю прірви (City on the Edge of Forever)                                                 |
| Друзі згадують минуле, застрягши в шкільному автобусі на краю прірви, а міс Крабтрі знаходить любов і стає стенд-ап-коміком.                                                        |                 | |
| 8-208 | 24 червня 1998  | Літо це лажа (Summer Sucks )                                                                       |
| Настало літо, і містер Гаррісон втратив містера Капелюх. По всьому штату вводять заборону на феєрверки, і міська влада намагається придумати що-небудь замість них.                 |                 | |
| 9-209 | 19 серпня 1998  | Шоколадні солоні яйця Шефа ('Chef's Chocolate Salty Balls )                                        |
| В Південний-Парк приїжджає незалежний кінофестиваль. Друзі з'ясовують, що він шкодить екосистемі міста, і починають з ним боротися.                                                 |                 | |
| 10-210 | 26 серпня 1998  | Вітрянка ('Chickenpox)                                                                             |
| Матері хлопчиків хочуть, щоб вони заразилися на вітрянку, а ті пишуть твори на тему «Як би я поліпшив Америку».                                                                     |                 | |
| 11-211 | 2 вересня 1998  | Роджер Еббет має відмовитись від жирного (Roger Ebert Should Lay Off the Fatty Foods)              |
| Доглядач планетарію промиває мізки всьому місту, крім Картмана, який їде на кастинг в рекламний ролик сирних подушечок.                                                             |                 | |
| 12-212 | 23 вересня 1998 | Точка (Clubhouses)                                                                                 |
| Друзі будують два конкуруючих будиночка для ігор, а Бібі Стівенс закохується в Кайла. Батьки Стена розходяться.                                                                     |                 | |
| 13-213 | 30 вересня 1998 | День корови (Cow Days)                                                                             |
| У місті проходить щорічне родео і карнавал «Коров'ячі дні». Друзі змушують Картмана брати участь в перегонах на биках, щоб виграти 5000 доларів.                                    |                 | |
| 14-214 | 7 жовтня 1998   | Врятувати Шефа (Chef Aid)                                                                          |
| Звукозаписна компанія краде пісню Шефа і подає на нього ж в суд. Друзі намагаються йому допомогти, а містер Гаррісон хоче розібратися в собі.                                       |                 | |
| 15-215 | 28 жовтня 1998  | Страшна рибка (Spookyfish)                                                                         |
| Рибка Стена вбиває людей. Слідом за рибкою з злого паралельного світу з'являється «злий» Картман, який куди краще «доброго».                                                        |                 | |
| 16-216 | 9 грудня 1998   | Щасливого Різдва Чарлі Менсона (Merry Christmas, Charlie Manson!)                                  |
| Стен тікає з дому, щоб провести Різдво з родичами Картмана. Там він з друзями зустрічає Чарльза Менсона.                                                                            |                 | |
| 17-217 | 16 грудня 1998  | Гноми (Gnomes)                                                                                     |
| Друзям разом з Твіком треба написати доповідь про поточні події в місті. Твік пропонує як тему кальсони гномів, але його батько хоче з допомогою дітей закрити конкуруючу кав'ярню. |                 | |
| 18-218 | 20 січня 1999   | Заморожений (Prehistoric Ice Man)                                                                  |
| Стен і Кайл знаходять людину, замерзлу в 1996 році. Мефесто вважає його унікальною істотою, проте той просто хоче додому.                                                           |                 | |